# Massimo II di Torino
Massimo (... – Torino, ...; fl. V secolo) è stato un vescovo romano di Torino, secondo con questo nome, documentato nel 451 e nel 465.

## Biografia
Questo vescovo, spesso confuso con san Massimo vissuto tra IV e V secolo, è storicamente documentato in due occasioni.
Nell'estate del 451, prima dell'inizio del concilio di Calcedonia, Massimo prese parte al concilio, indetto, probabilmente a Milano, dal vescovo ambrosiano Eusebio. Questi aveva accolto i legati pontifici, il vescovo di Como Abbondio e il prete milanese Senatore, di ritorno da una missione a Costantinopoli, e latori di una lettera di papa Leone I che incaricava Eusebio di indire un concilio per ascoltare il rapporto dei legati sulla loro missione in Oriente e per sottoscrivere il tomo inviato dal pontefice a Flaviano di Costantinopoli con il quale Leone I condannava il monaco Eutiche ed esprimeva la sua teologia sull'unione ipostatica delle due nature in Cristo. Al concilio milanese presero parte venti vescovi, che sottoscrissero una lettera sinodale con la quale approvavano la teologia espressa nel tomus ad Flavianum, dichiarandola conforme alle Sacre Scritture, e pronunciavano gli anatemi contro coloro che seguivano una dottrina diversa. Nella lista delle sottoscrizioni, Massimo figura all'8º posto.
La seconda occasione, nella quale è documentato il vescovo torinese Massimo, è il concilio romano celebrato da papa Ilario nel novembre 465, convocato su richiesta di alcuni vescovi spagnoli per rispondere a due questioni che erano state sollevate durante il sinodo provinciale di Tarragona del 464, ossia la liceità di alcune ordinazioni episcopali effettuate dal vescovo Silvano di Calahorra e l'opportunità per un vescovo di designare il proprio successore. Durante il concilio fu ribadita l'importanza di osservare scrupolosamente le leggi canoniche e gli ordinamenti del concilio di Nicea e fu dichiarata irregolare la prassi diffusasi in Spagna di nominare o suggerire il proprio successore su una cattedra episcopale. Maximus Taurinatum figura al primo posto nella lista dei 49 vescovi presenti al concilio romano, durante il quale intervenne pubblicamente per approvare le decisioni conciliari.
Non esistono altre informazioni storiche su questo vescovo.